# Opole (Nowe Załubice)
Opole – przysiółek wsi Nowe Załubice w Polsce, położony w województwie mazowieckim, w powiecie wołomińskim, w gminie Radzymin.
Na terenie przysiółka  jest utworzone sołectwo Opole.
W latach 1975–1998 przysiółek administracyjnie należał do województwa warszawskiego.